# 영암초등학교
영암초등학교는 대한민국 전라남도 영암군 영암읍 회문리에 있는 공립 초등학교이다.

## 학교 연혁
- 1898년 10월 6일 낭남(浪南)학교로 설립
- 1908년 6월 11일 영암공립보통학교 개교(설립인가 4월 1일)
- 1938년 4월 1일 영암서공립심상소학교 (명칭 변경)
- 1941년 4월 1일 영암서공립국민학교 (명칭 변경)
- 1945년 10월 1일 영암국민학교로 개명
- 1992년 3월 1일 병설유치원 개원
- 1992년 3월 1일 영암동국민학교 통합
- 1996년 3월 1일 학신국민학교 통합
- 1998년 10월 24일 개교 100주년 기념 행사
- 2000년 4월 10일 다목적교실(백년관) 준공
- 2012년 10월 20일 그린스쿨 준공일
- 2020년 1월 9일 제108회 졸업 85명(총 졸업생 17,873명)
- 2020년 9월 1일 제30대 정미선 교장 부임

## 학교 상징
- 교화 - 장미 : 정열, 사랑
- 교목 - 향나무 : 바른 품성, 굳센 의지
- 교색 - 녹색 : 높은 이상, 푸른 꿈

## 참고 자료
- 영암초등학교 - 한국교육학술정보원 학교알리미